# パリサー・パー・ポープル法
分子物理学において、パリサー・パー・ポープル法（パリサー・パー・ポープルほう、英: Pariser–Parr–Pople method、PPP法）は、自己無撞着場理論とπ電子近似から共役分子やイオンの性質を計算する半経験的量子力学的手法である。有機化学分野で注目されている分子の電子構造やスペクトルの定量的予測に適用できる。それまでにもヒュッケル法といった手法は存在していたが、拡張ヒュッケル法のように、その範囲、適用範囲、複雑さが限定されていた。パリサー・パー・ポープル法はハートリー＝フォック法といったより単純なモデルと比較して電子反発相互作用をより良く考慮できる。
この手法は1950年代にルドルフ・パリサーとロバート・パーによって開発され、ジョン・ポープルによって共同開発された。本質的には、分子軌道の合理的な近似値を見つけるより効率的な方法である。分子軌道の特性は分子の基本構造と反応性の両方に関係しているため、研究対象となる分子の物理的・化学的性質を予測するのに有用である。この方法では、ゼロ微分重なり（ZDO）近似を使用して、問題を合理的な大きさと複雑さに縮小したが、ベンゼンよりも大きな分子に対して完全に有用になるまでは、最新の半導体コンピュータ（パンチカードや真空管システムとは対照的に）を必要とした。
もともと、この方法を使ったパリサーの目的は、複雑な有機染料の特性を予測することだったが、それが実現することはなかった。この方法は、電子遷移、特に低次一重項遷移の精密な予測に広く適用可能であり、理論的にも応用的にも量子化学分野に広く応用されている。このテーマに関する2つの基本的な論文は、ISI, Current Contents 1977に報告された1961年から1977年の期間の化学と物理の被引用数の上位5つのうちの1つであり、合計2450回引用された。
ハートリー＝フォック法に基づく半経験的手法とは対照的に、このπ電子理論は非常に強い第一原理に基づいている。PPP定式化は、実際には近似的なπ電子有効演算子であり、実際には有効な電子相関効果を含む経験的なパラメータである。PPP法の厳密なab initio理論は、図式的、多参照、高次摂動理論（Freed、Brandow、Lindgrenなど）によって提供されている（厳密な定式化は非自明であり、いくつかの場の理論を必要とする）。大規模な第一原理計算（MartinとBirge、MartinとFreed、SheppardとFreedなど）は、PPPモデルの近似の多くを確認しており、PPPのようなモデルがなぜこのような単純な定式化でうまく機能するのかを説明している。

## 解説
パリサー・パー・ポープル法は、π電子系の計算にのみ適しており、σ電子は分子のp軌道を正しい幾何構造に保持するネットワークを形成していると仮定している。この方法では、各二重結合について、そのπ結合性度ρを計算する。例えば、分子A=B-C=Dの場合、ρABとρCDを計算することができる。分子の原子間の結合長R、力の定数k、回転エネルギーVは、次のようにρの値に依存する。
{\displaystyle {\begin{aligned}R_{0}^{\mathrm {AB} }&=1.503-0.166\rho _{\mathrm {AB} }\\k^{\mathrm {AB} }&=5.0+4.6\rho _{\mathrm {AB} }\\V_{2}^{\mathrm {ABCD} }&=62.5\rho _{\mathrm {BC} }\beta _{\mathrm {BC} }\end{aligned}}}
上式において、βBCは共鳴パラメータである。パリサー・パー・ポープル法は反復(en:Iteration)的な方法である。π系に対するパラメータρを計算し、次にパラメータRおよびVを計算する。パラメータを計算した後に分子構造を最適化し、その後にパラメータを再計算する。2回の反復ラウンド間の差が十分小さくなるまでこれを続ける。
パリサー・パー・ポープル法は、特に共役不飽和化合物の紫外スペクトル、一重項励起状態、三重項励起状態の計算に用いられる。この方法では、実験結果と比較的よく一致する結果が得られる。また、配置間相互作用計算を行うことで改良することができる。